# Wappen von Gran Canaria

Wappen von Gran Canaria, offiziell angenommen am 24. November 1990

Das Wappen von Gran Canaria wurde am 24. November 1990 durch eine Anordnung der Inselpräsidentschaft auf Vorschlag des Inselparlaments offiziell angenommen. Diese Anordnung wurde am 7. Dezember 1990 im Boletín Oficial de Canarias veröffentlicht.

## Beschreibung
In der Heraldik werden die Bezeichnungen rechts und links grundsätzlich aus der Sicht der Person verwendet, die den Schild vor sich her tragen würde, also entgegengesetzt zur Sicht des Betrachters.
Der Wappenschild ist geteilt und in der oberen Hälfte zusätzlich gespalten. Die obere Schildhälfte zeigt rechts im ersten Feld in Rot ein goldenes, schwarz vermauertes Kastell mit blauen Tür- und Fensteröffnungen und drei Türmen. Links steht in einem silbernen Feld ein roter, golden bewehrter, gezungter und gekrönter, aufrechter Löwe. Im Schildfuß steht in einem goldenen Feld eine Palme mit grünen Blättern, die sich von einem in der Schildspitze liegenden braunen Felsen erhebt. Sie wird beiderseits gestützt von je einem naturfarbenen Hund. Der gesamte Schild ist rot gerandet und dieser Schildrand ist mit 10 silbernen Schwertern belegt, die zu jeweils zweien gekreuzt sind. Auf dem Schild ruht die geschlossene Königskrone Spaniens.

## Historische Herkunft der Wappenbestandteile
Dieses Wappen ist das ursprüngliche, das Königin Johanna von Kastilien 1506 dem Inselrat verliehen hat, ohne die vielen Modifikationen, die er in der von der Stadt Las Palmas de Gran Canaria bis heute verwendeten Form erlitten hat. Die beiden Felder der oberen Schildhälfte zeigen die Symbole der Königreiche Kastilien (goldenes Kastell in Rot) und León (roter, eigentlich purpurner, aufrechter Löwe in Silber) und dokumentieren so die Zugehörigkeit zur spanischen Krone. Die Palme auf dem Felsen in der unteren Schildhälfte (Phoenix canariensis) steht heraldisch für Wehrhaftigkeit und Beständigkeit, weist aber auch einfach auf die Tatsache hin, dass zum Zeitpunkt der Inbesitznahme der Insel diese die Charakterpflanze bildete. Dies kommt zum einen in ihrem Artnamen canariensis zum Ausdruck, zum anderen durch die Namensgebung der Inselhauptstadt Las Palmas. Die beiden Hunde gehören zur Rasse Presa Canario (Kanarische Dogge). Diese ursprünglich als Jagdhunde auf Hirsche und Wildschweine dienenden Doggen wurden in vielen Fällen von den Konquistadoren bei ihren Eroberungszügen nach Südamerika, für die die Kanarischen Inseln eine wichtige Zwischenstation waren, mitgeführt. Einige verblieben auch auf Gran Canaria, wurden hier weitergezüchtet und als muskulöse Wachhunde eingesetzt. Teilweise wird auch der Inselname auf das Vorhandensein dieser Hunde (lat. canis) zurückgeführt. Die Schwerter stehen für die Schlachten, die die Kastilier führen mussten, um die Insel für sich zu erobern.